# Беспорядки в Браилове
Беспорядки в Браилове представляли собой три последовательных безуспешных попытки в 1841, 1842 и 1843 годах болгар из Брэилы и других мест Валахии, Молдовы и Бессарабии создать вооруженные отряды и перебросить их через Дунай в Северную Добруджу, которая находится в Османской империи.
Беспорядки в Браилове являются прямым продолжением Нишского восстания и связаны со Второй турецко-египетской войной. 

## Примечание
1. ↑  Браилските бунтове. Дата обращения: 19 ноября 2021. Архивировано 16 ноября 2021 года.
2. ↑  ПОКАЗАНИЯ НА Г. С. РАКОВСКИ ПРЕД СЛЕДСТВЕНАТА КОМИСИЯ ПО БРАИЛСКИЯ БУНТ; ВЯРНО ИЗЛОЖЕНИЕ ЗА БЪЛГАРСКАТА ЕТЕРИЯ. Дата обращения: 20 ноября 2021. Архивировано 20 ноября 2021 года.
3. ↑  Браилски бунтове (1841-1843). Дата обращения: 20 ноября 2021. Архивировано 20 ноября 2021 года.
4. ↑  Нишкото въстание през 1841 г. и европейската дипломация: Непосредствено свързани с Нишкото въстание са Браилските бунтове от 1841, 1842 и 1843 г. — стр. 8. Дата обращения: 20 ноября 2021. Архивировано 29 сентября 2021 года.